# ادگار لورچ
ادگار لورچ (انگلیسی: Edgar Lorch؛ ۲۲ ژوئیهٔ ۱۹۰۷ – ۵ مارس ۱۹۹۰) یک ریاضی‌دان سوئیسی-آمریکایی بود.